# Francesco Hayez
Francesco Hayez (AFI: [franˈtʃesko ˈaːjets]; Veneza, 10 de fevereiro de 1791 – Milão, 12 de fevereiro de 1882) foi um pintor italiano, considerado o máximo expoente do romanticismo histórico. Originário de uma família humilde, o pai, Giovanni, era de origem francesa, enquanto a sua mãe, Chiara Torcella, era natural de Murano.
O pequeno Francesco, último de cinco filhos, foi apoiado por uma tia materna que havia casado com Giovanni Binasco, armador e comerciante de arte, proprietário de uma discreta colecção de pintura. Já de pequeno mostrou predisposição pelo desenho, por isso seu tio confiou a um restaurador para que lhe ensinasse o ofício. Posteriormente foi discípulo do pintor Francisco Magiotto, com quem permaneceu durante três anos. Fez o seu primeiro curso de nu artístico em 1803 e em 1806 foi admitido nos cursos de pintura da Nova Academia de Belas Artes, onde foi discípulo de Theodore Matteini.
Em 1809 ganhou um concurso da Academia de Veneza para ser aluno da Academia de San Luca próxima de Roma. Por isso, mudou-se para a capital italiana onde passou a ser discípulo de Canova que foi seu guia e protector durante os anos que passou em Roma.
Ele permaneceu em Roma até 1814, quando mudou-se para Nápoles onde foi encarregado por Joachim Murat de pintar  "Ulisses no tribunal de Alcinous".
Em 1850 foi designado para diretor da Academia di Brera.

## Obras
- Pietro Rossi empresionado pelos Scaligeri (1820)
- As Tardes sicilianas (1822)
- O concílio da Vingança (1851)
- Destruição do templo de Jerusalém (1867)
- Retrato de Marin Faliero (1867)
- Jarro de flores sobre a janela de um harém (1881)
- O Beijo (1859) - Pinacoteca de Brera, Milão

## Galeria

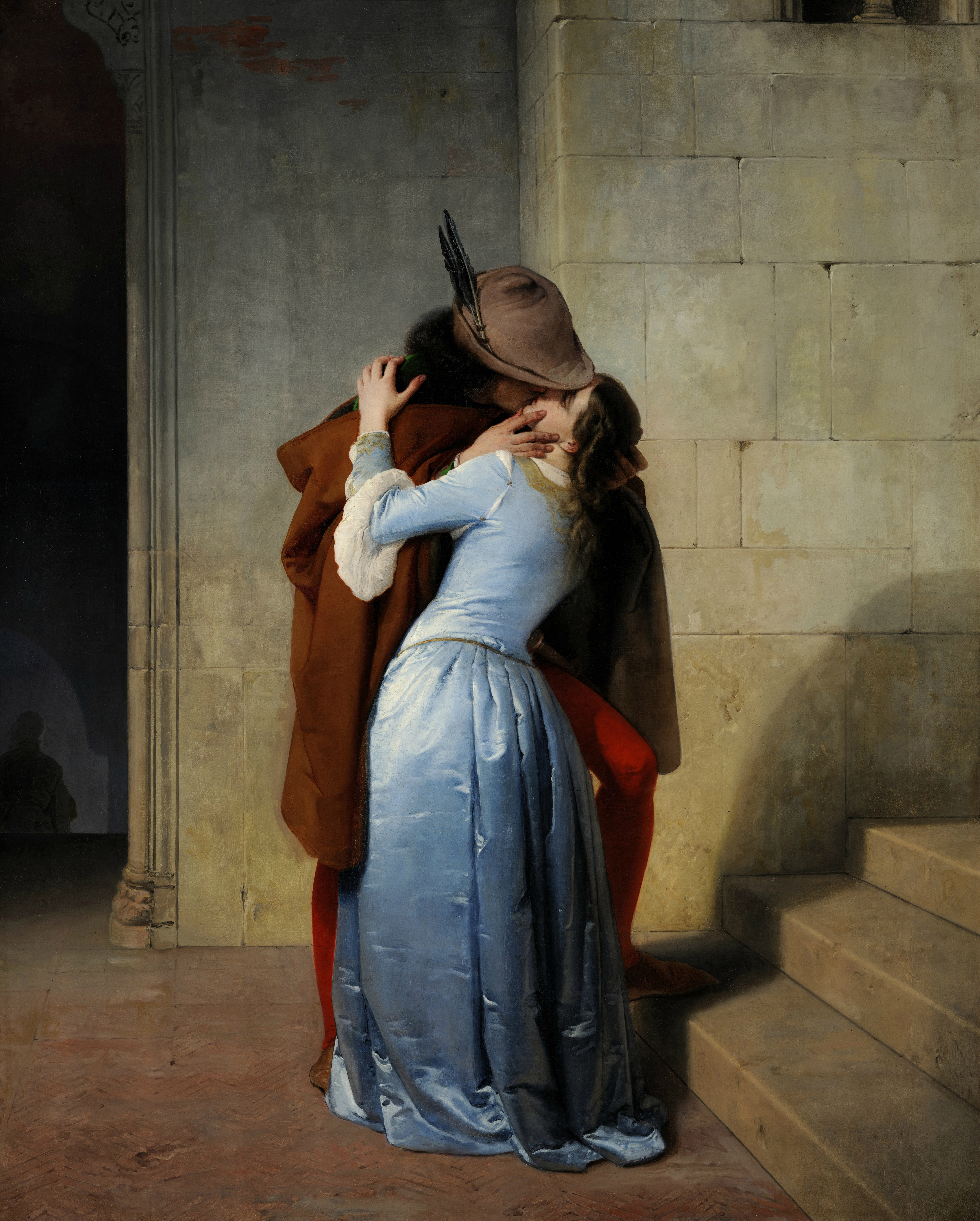
O Beijo, Pinacoteca di Brera, Milão.
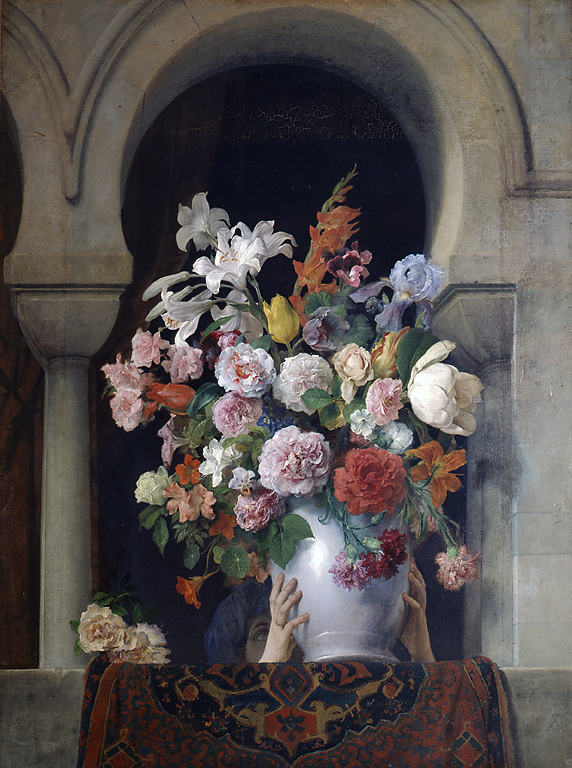
Jarro de flores sobre a Janela de um harém
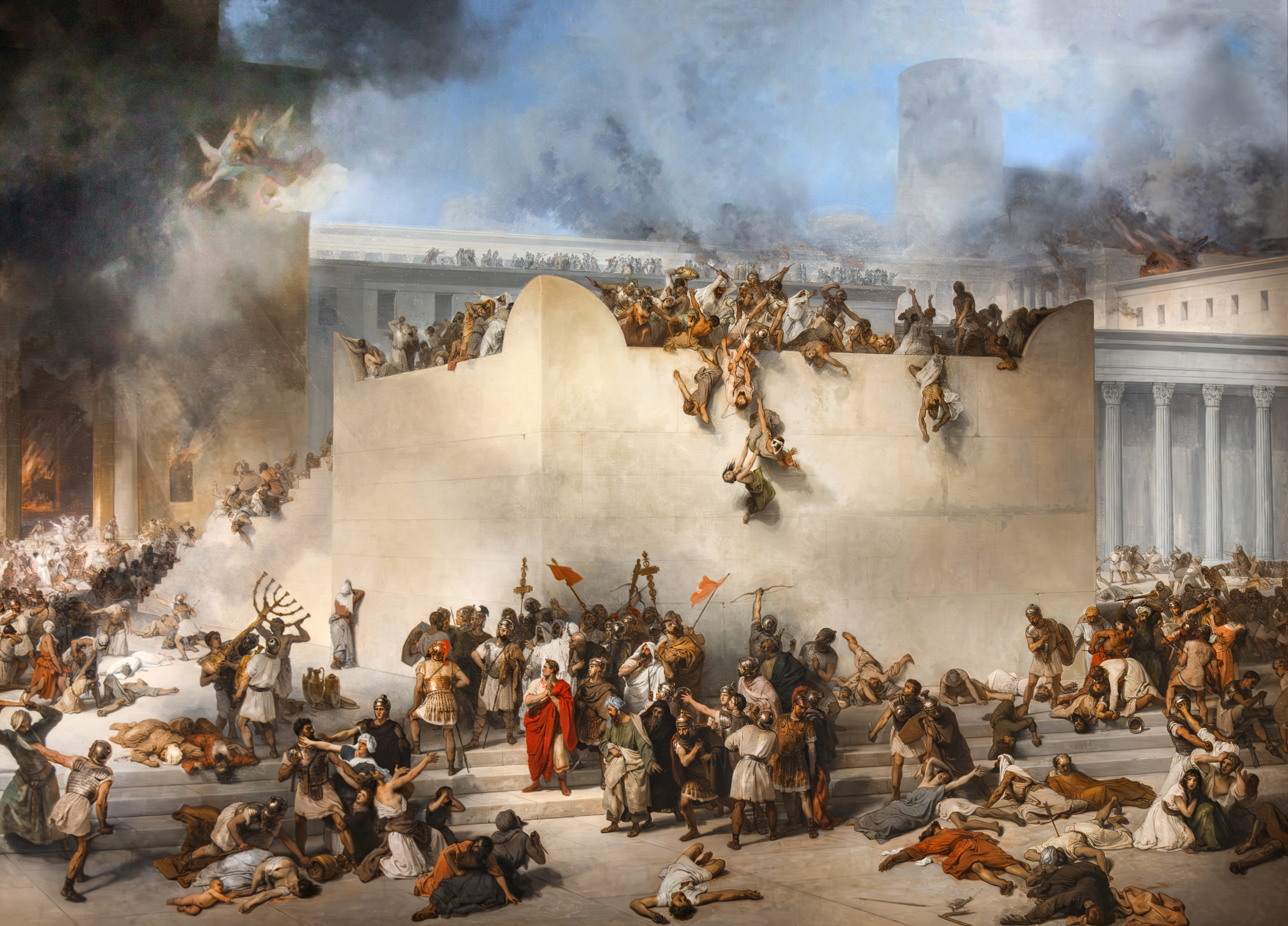
Destruição do Templo de Jerusalém
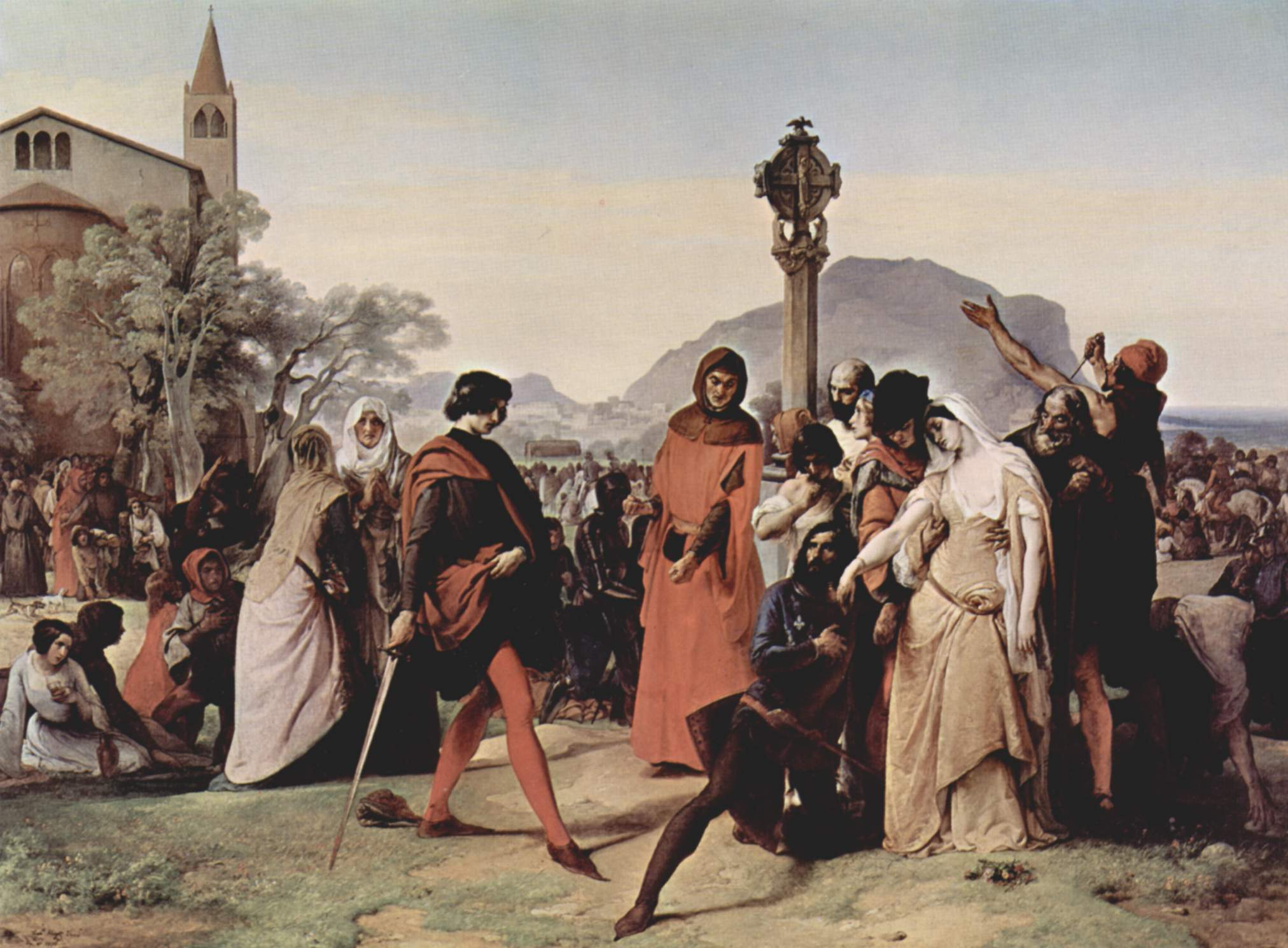
As Tardes sicilianas (Roma,Gall.Naz.d'Arte Moderna)
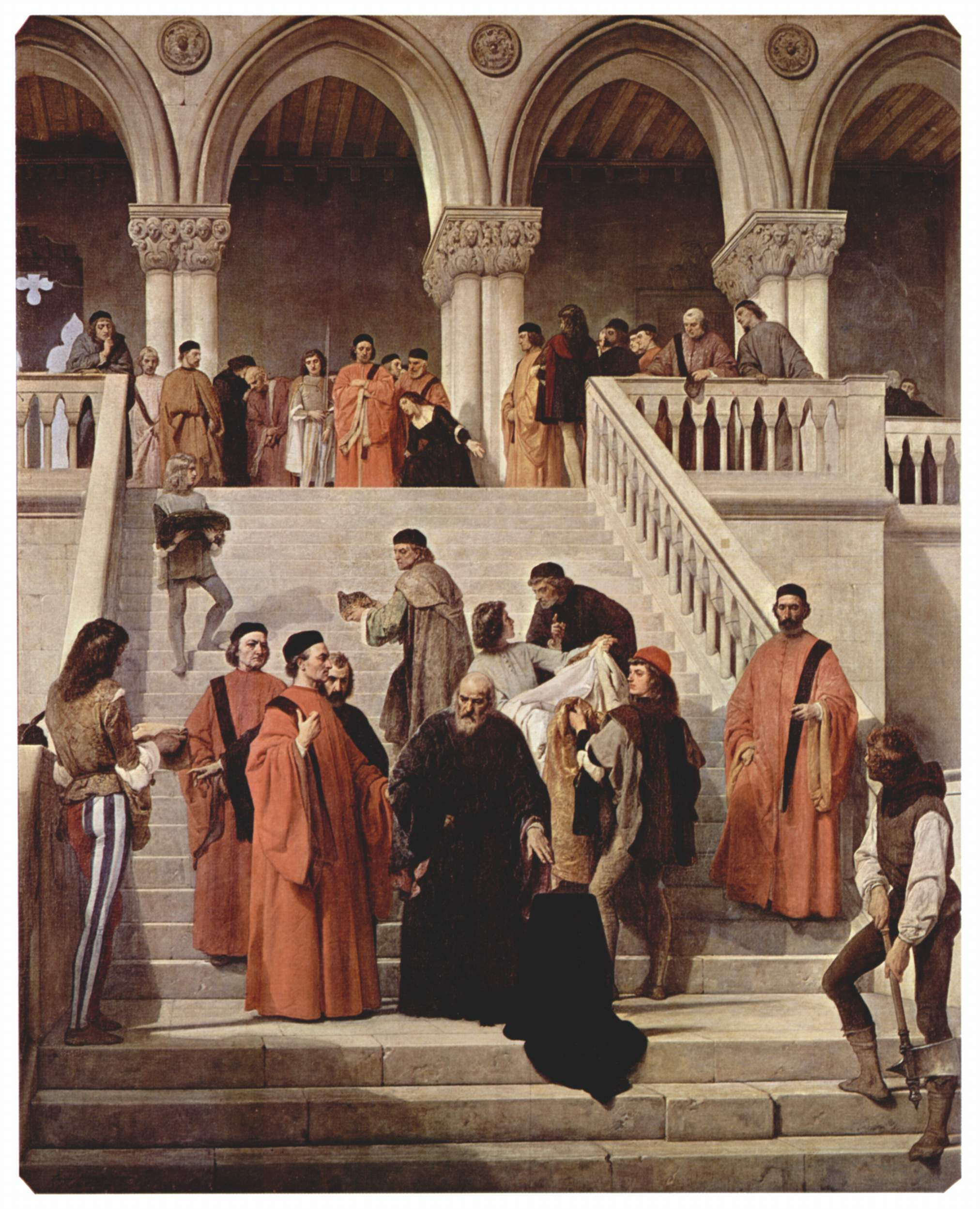
Conselho dos Dez assistindo à decapitação de Marino Faliero